# 周紹昌
周紹昌（？—？）字霖叔，广西灵川人。清朝及中华民国官员、诗人。

## 生平
周紹昌是清朝光绪二十年（1894年）甲午恩科进士，同年五月，改翰林院庶吉士。光緒二十四年四月，散館，著以部属用，历任大理院民科推丞，京师法律学堂庶务提调。
中华民国成立后，他曾任直隶省内务司司长，平政院评事。

## 著作
工詩，有《桥西纪事诗》、《庚子都门纪事》等。《晚晴簃诗汇·卷182》錄其詩。